# 영국변호사시험
영국변호사시험(Solicitors Qualifying Examination)은 영국사무변호사(solicitor)를 선별하는 영국의 국가고시이다. 2021년부터 실시된다.

## 과목

### FLK1
1. 회사법 및 회사법 실무
2. 분쟁해결
3. 계약법
4. 불법행위법
5. 사법제도
6. 공법(헌법, 행정법, EU법) 및 법률서비스

### FLK2
1. 재산법 이론과 실무
2. 유언법과 자산관리
3. 변호사 회계
4. 부동산법
5. 신탁법
6. 형사법 및 형사실무

## 형태

### 1차시험
SQE1이라고 하며 2일에 걸쳐 총 360문제의 5지선다형 문제를 풀게 된다. 1일차는 FLK1(Functioning Legal Knowledge), 2일차는 FKL2라고 하며 각각 180문제를 풀게 된다. 부분합격제도가 있어 1일차 부분을 합격하고 2일차 부분을 불합격하는 경우 다음 시험에서 불합격 부분만 응시하여 합격하면 된다. 6년간 3회만 응시가 가능하다. 

## 같이 보기
- QLTS